# Bateliers de Salonique

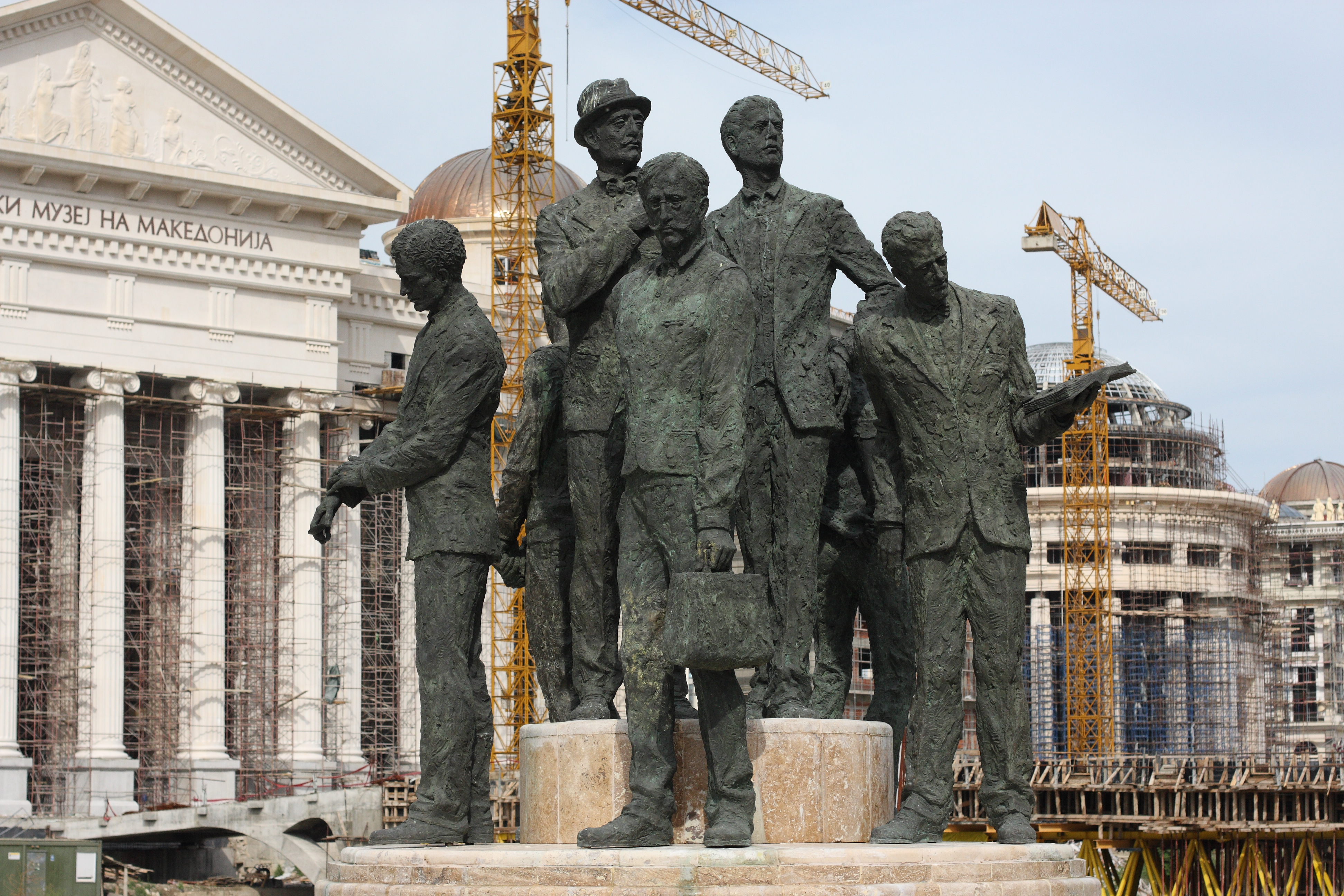
Le monument aux Bateliers de Salonique à Skopje, Macédoine du Nord.

Les Bateliers de Salonique (en macédonien : Гемиџии, transcrit Gemidžii ou Guémidjii ; en bulgare : Гемиджии) étaient un groupe d'anarchistes de l'Empire ottoman, actif au début du XXe siècle. Ses membres étaient de jeunes Slaves de Macédoine, dont la plupart avaient étudié au lycée bulgare de Thessalonique. La ville, comme l'ensemble de la Macédoine, faisait alors partie de l'Empire ottoman.
Les Bateliers de Salonique sont surtout connus pour les attaques à la bombe qu'ils ont menées à travers la ville entre le 28 avril et le 1er mai 1903. Leur but était d'attirer l'attention des Occidentaux sur la répression ottomane en Macédoine et en Thrace.

## Origine du groupe
Les Bateliers de Salonique appartiennent au courant anarchiste bulgare, qui émerge dans les années 1890 en Principauté de Bulgarie, autonome vis-à-vis de l'Empire ottoman depuis 1878. Ce courant vise surtout la libération de la Macédoine et de la Thrace, qui sont elles restées ottomanes. Une première organisation voit le jour à Plovdiv en 1895, puis un groupe macédo-bulgare est créé par des étudiants à Genève et prend le nom de "Cénacle de Genève" autour des personnalités de Svetoslav "Slavi" Merdjanov, Kina Guenova, Olga Balinova, Todora Zlateva, Jordan Kaltchev, D. Obchtinski, D. Gantchev, D. Gantehov, D. Nicolov, Mihail Guerdjikov ou Petar Mandjoukov. Ils sont fortement influencés par les courants anarchistes, et notamment la pensée du russe Mikhaïl Bakounine et du Nihilisme russe.
Le courant anarchiste bulgare s'implante à Thessalonique vers 1898, lorsqu'un premier congrès est mis en place. Les anarchistes de Salonique souhaitent alerter les grandes puissances sur la situation difficile des Slaves de Macédoine, afin qu'elles fassent pression sur le Sultan. Le congrès de 1898 permet la fondation du groupe des Bateliers. Ceux-ci se baptisent eux-mêmes guémidjii. Ce mot, d'origine turque, signifie batelier. Il a été choisi car les Bateliers se voyaient eux-mêmes comme des navigateurs qui laissent derrière eux leur vie quotidienne pour aller vers la liberté et au-delà des lois. Au début, ils avaient cependant opté pour Gürültücü, qui signifie fauteurs de trouble en turc.

## Membres

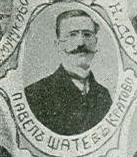
Pavel Chatev.

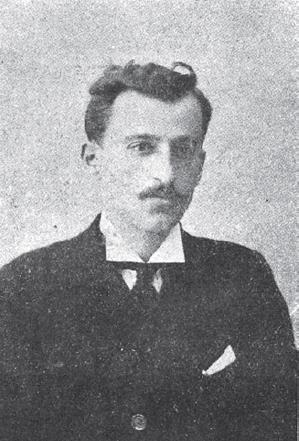
Guéorgui Bogdanov.

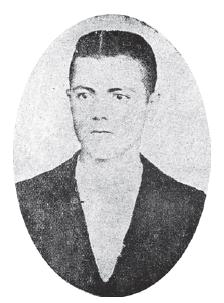
Iliya Trtchkov.

Les Bateliers de Salonique étaient : 
- Jordan Popyordanov, aussi connu comme Jiordan Orgadtziev et Ortzeto. Né en 1881 dans une famille aisée, il est entré au lycée bulgare de Salonique en 1894, où il a fréquenté des organisations révolutionnaires. Il est mort lors des attentats et fut vraisemblablement le cerveau du groupe.
- Kostadin Kirkov, entré lui aussi au lycée en 1894.
- Milan Arsov, né en 1886, il était le plus jeune des Bateliers et il était encore lycéen au moment des attentats.
- Dimitar Metchev, né en 1870, il avait essayé de tuer un homme avec une hache à Vélès en 1898. Ensuite, il s'était enfui dans les montagnes où il avait rejoint la guérilla macédonienne. Il est mort lors des attentats.
- Guéorgui Bogdanov, né en 1882 dans une famille aisée, il travaillait depuis 1901 dans une agence immobilière de Salonique. Il a été envoyé en Libye en 1908, dans le désert du Fezzan.
- Iliya Trtchkov, né en 1885, il était sabotier à Salonique. Il est mort pendant les attentats.
- Vladimir Pingov, né en 1885, il est le premier à trouver la mort pendant les attaques.
- Marko Bochnakov originaire d'Ohrid, il était peut-être officier dans l'armée bulgare. Il est le seul membre du groupe à ne pas avoir pris part aux attaques. Arrêté 14 jours après les attentats, il a été envoyé dans le désert du Fezzan en Libye la même année.
- Trayko Tsvetkov, né en 1878 et originaire de Resen. Mort pendant les attentats.
- Pavel Chatev, né à Kratovo en 1882, il est arrivé au lycée de Salonique en 1896. Mort à Bitola en 1951.

## Attaques à la bombe

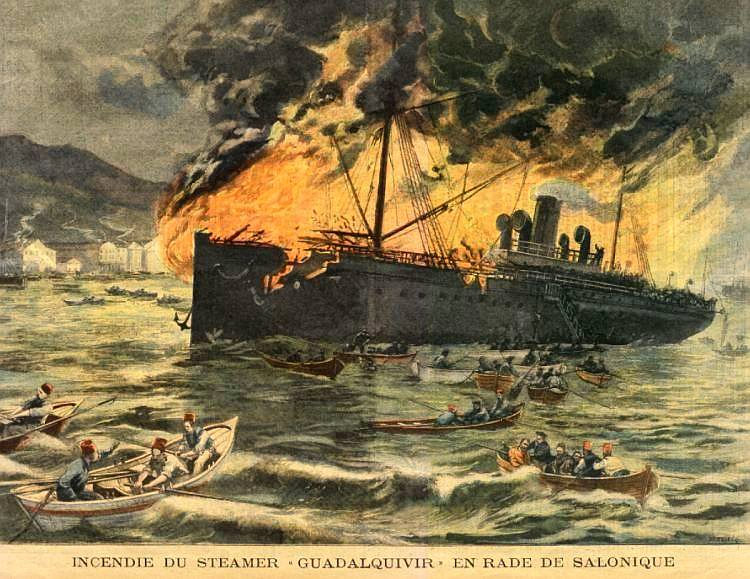
Le Guadalquivir en feu.

Les attentats commencèrent le 28 avril 1903. Ce jour-là, les Bateliers firent sauter le cargo Guadalquivir, un navire français qui venait juste de quitter le port de Salonique. L'explosion condamna le bateau à être démoli après son remorquage à Marseille. Ensuite, ils lancèrent trois bombes sur le Constantinople-Express qui entrait en gare de Salonique. La nuit entre le 29 et le 30 avril, ils poursuivirent les attaques en faisant sauter des cafés, le système d'approvisionnement en gaz, la Banque ottomane, la Poste centrale et l'école allemande. Les autorités turques répliquèrent en arrêtant plus de 500 personnes. Les Bateliers qui n'étaient pas morts lors des explosions furent emprisonnés ou envoyés en Libye. Les puissances occidentales envoyèrent des navires à Salonique, et la Russie et l'Autriche-Hongrie firent pression sur le gouvernement ottoman, sans succès. Les attentats précipitèrent l'Insurrection d'Ilinden, une vaste révolte slavo-macédonienne qui eut lieu pendant l'été 1903.

## Postérité
Les Bateliers de Thessalonique sont aujourd'hui regardés comme des héros historiques en Macédoine du Nord et en Bulgarie. Plusieurs films et romans retracent leur histoire, comme le long-métrage macédonien Les Assassins de Salonique, sorti en 1961, et le roman Robi (« esclaves ») du bulgare Anton Strachimirov, publié en 1930. Des monuments commémoratifs se trouvent notamment à Skopje et Vélès.